# Himlen är oskyldigt blå
Himlen är oskyldigt blå, eller på engelska Blue Virgin Isles, är en visa skriven av Ted Gärdestad och Kenneth Gärdestad. Den spelades ursprungligen in med text på engelska och fanns med på Ted Gärdestads album "Blue Virgin Isles" från 1978 och som B-sida till singeln ”Satellit” 1979.
15 år senare släpptes den med text på svenska skriven av Kenneth Gärdestad, som Himlen är oskyldigt blå och släppte den på singel, och den versionen låg på Svensktoppen i sju veckor under perioden 18 september–30 oktober 1993, med fjärdeplats som bästa resultat.

## Andra versioner
Denna text har även spelats in som cover av Tommy Körberg. Yohio framförde den på Humorgalan 2013 och den finns med på hans första album Break the Border. Kikki Danielsson spelade in den med text på engelska på albumet I dag & i morgon från 2006. Även Håkan Hellström har framfört låten under föreställningarna "Från tango till Taube" med Sven-Bertil Taube.
I juni 2014 hamnade den åter igen på Svensktoppen med Gärdestads dotter Sara Zacharias tolkning av låten från hyllningsalbumet För kärlekens skull – Svenska artister hyllar Ted Gärdestad. Zacharias version låg kvar på listan i 39 veckor.